# تپه هاچا
تپه هاچا مربوط به دوره اشکانیان است و در شهرستان ایجرود، بخش مرکزی، دهستان گلابر، ۳۵۶۰ متری شمال روستای قره دره واقع شده و این اثر در تاریخ ۱۵ دی ۱۳۸۷ با شمارهٔ ثبت ۲۴۰۷۳ به‌عنوان یکی از آثار ملی ایران به ثبت رسیده است.